# Vela als Jocs Olímpics d'estiu de 1908 - 6 metres

6 metres

Els 6 metres va ser una de les quatre proves de vela que es van disputar al camp de regates de Ryde durant els Jocs Olímpics de Londres de 1908. Hi van prendre part 15 navegants repartits ens cinc vaixells, que representaven a 4 països. Es disputà entre el 27 i el 29 de juliol de 1908.

## Normativa
La competició constava de tres regates i el vencedor era l'embarcació que aconseguia més victòries. Si cada regata era guanyada per un vaixell diferent s'atorgaven tres, dos i un punt segons la posició aconseguida (1r, 2n i 3r), mentre a partir de la quarta posició no es rebia cap punt; sent el vencedor final el vaixell amb més punts. Si es mantenia l'empat s'havia de disputar una regata extra entre els vaixells implicats per decidir la posició final.

## Resultats finals
L'equip Dormy fou el clar dominador en guanyar les dues primeres regates i assegurar-se la victòria final. El Zut fou segon gràcies a la victòria en la tercera regata, mentre el Guyoni fou tercer.
| Pos.   | Vaixell              | Tripulació                                         | Victòries | Punts Totals | 1a regata | 1a regata  | 1a regata | 2a regata | 2a regata  | 2a regata | 3a regata | 3a regata  | 3a regata |
| Pos.   | Vaixell              | Tripulació                                         | Victòries | Punts Totals | Pos.      | Temps      | Punts     | Pos.      | Temps      | Punts     | Pos.      | Temps      | Punts     |
| ------ | -------------------- | -------------------------------------------------- | --------- | ------------ | --------- | ---------- | --------- | --------- | ---------- | --------- | --------- | ---------- | --------- |
| Or     | Dormy · Regne Unit   | Gilbert Laws Thomas McMeekin Charles Crichton      | 2         | 7            | 1r        | 3h 52' 14" | 3         | 1r        | 4h 17' 23" | 3         | 3r        | 4h 19' 33" | 1         |
| Argent | Zut · Bèlgica        | Léon Huybrechts Louis Huybrechts Henri Weewauters  | 1         | 4            | 3r        | 3h 56' 20" | 1         | 4t        | 4h 19' 17" | 0         | 1r        | 4h 13' 46" | 3         |
| Bronze | Guyoni · França      | Henri Arthus Louis Potheau Pierre Rabot            | 0         | 4            | 4t        | 4h 03' 21" | 0         | 2n        | 4h 17' 55" | 2         | 2n        | 4h 15' 16" | 2         |
| 4      | Sibindi · Regne Unit | John Leuchars William Leuchars Frank Smith         | 0         | 3            | 2n        | 3h 54' 06" | 2         | 3r        | 4h 18' 19" | 1         | 4t        | 4h 19' 47" | 0         |
| 5      | Freja · Suècia       | Karl-Einar Sjögren Birger Gustafsson Jonas Jonsson | 0         | 0            | 5è        | 4h 24' 00" | 0         | 5è        | 4h 36h 48" | 0         | 5è        | 4h 59' 51" | 0         |